# Áustria nos Jogos Olímpicos de Inverno de 2018
A Áustria participou dos Jogos Olímpicos de Inverno de 2018, realizados na cidade de Pyeongchang, na Coreia do Sul.
O país disputa as Olimpíadas de Inverno desde a primeira edição, em 1924 em Chamonix, França. Nessa edição contou com uma delegação de 105 atletas que competiram em doze esportes.

## Medalhas
| Atleta                                                                                               | Esporte           | Evento                   | Medalha |
| --- | ----------------- | ------------------------ | ------- |
| David Gleirscher                                                                                     | Luge              | Individual masculino     | Ouro    |
| Marcel Hirscher                                                                                      | Esqui alpino      | Combinado masculino      | Ouro    |
| Matthias Mayer                                                                                       | Esqui alpino      | Super-G masculino        | Ouro    |
| Marcel Hirscher                                                                                      | Esqui alpino      | Slalom gigante masculino | Ouro    |
| Anna Gasser                                                                                          | Snowboard         | Big air feminino         | Ouro    |
| Peter Penz Georg Fischler                                                                            | Luge              | Duplas                   | Prata   |
| Anna Veith                                                                                           | Esqui alpino      | Super-G feminino         | Prata   |
| Stephanie Brunner Manuel Feller Katharina Gallhuber Katharina Liensberger Michael Matt Marco Schwarz | Esqui alpino      | Equipes mistas           | Prata   |
| Lukas Klapfer                                                                                        | Combinado nórdico | Individual pista normal  | Bronze  |
| Dominik Landertinger                                                                                 | Biatlo            | Individual masculino     | Bronze  |
| Madeleine Egle David Gleirscher Peter Penz Georg Fischler                                            | Luge              | Revezamento por equipes  | Bronze  |
| Katharina Gallhuber                                                                                  | Esqui alpino      | Slalom feminino          | Bronze  |
| Michael Matt                                                                                         | Esqui alpino      | Slalom masculino         | Bronze  |
| Wilhelm Denifl Lukas Klapfer Bernhard Gruber Mario Seidl                                             | Combinado nórdico | Equipes                  | Bronze  |

## Desempenho

### Biatlo
Feminino
| Atleta               | Evento      | Tempo   | Penalidades | Pos. |
| -------------------- | ----------- | ------- | ----------- | ---- |
| Lisa Hauser          | Velocidade  | 23:58.9 | 4 (3+1)     | 62º  |
| Lisa Hauser          | Individual  | 45:35.4 | 3 (1+1+0+1) | 41º  |
| Katharina Innerhofer | Velocidade  | 22:51.5 | 1 (0+1)     | 29º  |
| Katharina Innerhofer | Perseguição | 34:41.2 | 5 (1+2+0+2) | 40º  |
| Katharina Innerhofer | Individual  | 47:34.9 | 5 (2+1+0+2) | 60º  |
| Dunja Zdouc          | Velocidade  | 23:21.0 | 0 (0+0)     | 46º  |
| Dunja Zdouc          | Perseguição | 38:39.1 | 8 (1+3+1+3) | 58º  |
| Dunja Zdouc          | Individual  | 47:09.0 | 2 (1+1+0+0) | 58º  |

Masculino
| Atleta                                                          | Evento           | Tempo     | Penalidades | Pos.              |
| --------------------------------------------------------------- | ---------------- | --------- | ----------- | ----------------- |
| Julian Eberhard                                                 | Velocidade       | 23:47.2   | 1 (0+1)     | 4º                |
| Julian Eberhard                                                 | Perseguição      | 34:36.9   | 6 (0+1+3+2) | 15º               |
| Julian Eberhard                                                 | Individual       | 50:15.6   | 3 (1+1+0+1) | 17º               |
| Julian Eberhard                                                 | Largada coletiva | 36:18.0   | 3 (1+0+1+1) | 6º                |
| Tobias Eberhard                                                 | Velocidade       | 26:24.3   | 5 (4+1)     | 77º               |
| Tobias Eberhard                                                 | Individual       | 53:33.6   | 4 (1+1+0+2) | 57º               |
| Simon Eder                                                      | Velocidade       | 24:42.5   | 2 (2+0)     | 28º               |
| Simon Eder                                                      | Perseguição      | 34:33.1   | 2 (0+0+0+2) | 14º               |
| Simon Eder                                                      | Individual       | 49:55.8   | 2 (1+0+1+0) | 11º               |
| Simon Eder                                                      | Largada coletiva | 37:01.0   | 3 (1+0+0+2) | 14º               |
| Dominik Landertinger                                            | Velocidade       | 24:36.2   | 1 (1+0)     | 25º               |
| Dominik Landertinger                                            | Perseguição      | 36:22.2   | 5 (0+0+1+4) | 26º               |
| Dominik Landertinger                                            | Individual       | 48:18.0   | 0 (0+0+0+0) | Medalha de bronze |
| Dominik Landertinger                                            | Largada coletiva | 36:47.3   | 1 (0+0+1+0) | 12º               |
| Julian Eberhard Tobias Eberhard Simon Eder Dominik Landertinger | Revezamento      | 1:18:09.0 | 13 (2+11)   | 4º                |

Misto
| Atleta                                                      | Evento      | Tempo     | Penalidades | Pos. |
| ----------------------------------------------------------- | ----------- | --------- | ----------- | ---- |
| Julian Eberhard Simon Eder Lisa Hauser Katharina Innerhofer | Revezamento | 1:10:56.3 | 14 (6+8)    | 10º  |

### Bobsleigh
Feminino
| Atleta                             | Evento | Final     | Final     | Final     | Final     | Final   | Final |
| Atleta                             | Evento | Descida 1 | Descida 2 | Descida 3 | Descida 4 | Total   | Pos.  |
| ---------------------------------- | ------ | --------- | --------- | --------- | --------- | ------- | ----- |
| Katrin Beierl Victoria Hahn        | Duplas | 51.49     | 51.41     | 51.51     | 51.43     | 3:25.84 | 18º   |
| Christina Hengster Valerie Kleiser | Duplas | 51.23     | 51.04     | 51.00     | 51.24     | 3:24.51 | 10º   |

Masculino
| Atleta                                                   | Evento  | Final     | Final     | Final     | Final       | Final   | Final |
| Atleta                                                   | Evento  | Descida 1 | Descida 2 | Descida 3 | Descida 4   | Total   | Pos.  |
| -------------------------------------------------------- | ------- | --------- | --------- | --------- | ----------- | ------- | ----- |
| Benjamin Maier Markus Sammer                             | Duplas  | 49.41     | 49.47     | 49.32     | 49.56       | 3:17.76 | 8º    |
| Markus Treichl Kilian Walch                              | Duplas  | 49.67     | 49.67     | 49.56     | 49.66       | 3:18.56 | 15º   |
| Benjamin Maier Dănuț Moldovan Markus Sammer Kilian Walch | Equipes | 49.10     | 49.21     | 49.03     | 49.56       | 3:16.90 | 7º    |
| Markus Treichl Ekemini Bassey Markus Glueck Marco Rangl  | Equipes | 49.73     | 49.83     | 49.68     | Não avançou | 2:29.24 | 22º   |

### Combinado nórdico
| Atleta                                                   | Evento                  | Salto de esqui | Salto de esqui | Salto de esqui | Cross-country | Cross-country | Total   | Total             |
| Atleta                                                   | Evento                  | Distância      | Pontos         | Pos.           | Tempo         | Pos.          | Tempo   | Pos.              |
| -------------------------------------------------------- | ----------------------- | -------------- | -------------- | -------------- | ------------- | ------------- | ------- | ----------------- |
| Wilhelm Denifl                                           | Individual pista normal | 92.0           | 92.3           | 25º            | 25:08.8       | 27º           | 27:41.8 | 29º               |
| Wilhelm Denifl                                           | Individual pista longa  | 137.5          | 135.0          | 3º             | 24:38.6       | 34º           | 24:54.6 | 8º                |
| Bernhard Gruber                                          | Individual pista normal | 91.5           | 88.2           | 33º            | 24:32.1       | 10º           | 27:22.1 | 20º               |
| Bernhard Gruber                                          | Individual pista longa  | 133.5          | 98.5           | 30º            | 23:46.3       | 14º           | 26:28.3 | 21º               |
| Lukas Klapfer                                            | Individual pista normal | 109.0          | 122.6          | 4º             | 24.37.5       | 11º           | 25:09.5 | Medalha de bronze |
| Lukas Klapfer                                            | Individual pista longa  | 131.0          | 123.0          | 10º            | 24:11.3       | 23º           | 25:15.3 | 9º                |
| Franz-Josef Rehrl                                        | Individual pista normal | 112.0          | 130.6          | 1º             | 26:29.5       | 44º           | 26:29.5 | 13º               |
| Mario Seidl                                              | Individual pista longa  | 127.0          | 116.5          | 14º            | 23:51.0       | 16º           | 25:21.0 | 13º               |
| Wilhelm Denifl Bernhard Gruber Lukas Klapfer Mario Seidl | Equipes                 | 536.5          | 469.5          | 1º             | 47:17.6       | 5º            | 47:17.6 | Medalha de bronze |

### Esqui alpino
Feminino
| Atleta                | Evento         | Descida 1 | Descida 1 | Descida 2 | Descida 2 | Total   | Total             |
| Atleta                | Evento         | Tempo     | Pos.      | Tempo     | Pos.      | Tempo   | Pos.              |
| --------------------- | -------------- | --------- | --------- | --------- | --------- | ------- | ----------------- |
| Stephanie Brunner     | Slalom gigante | 1:11.53   | 9º        | DNF       | DNF       | DNF     | DNF               |
| Stephanie Brunner     | Slalom         | DNF       | DNF       | DNF       | DNF       | DNF     | DNF               |
| Katharina Gallhuber   | Slalom         | 50.12     | 5º        | 48.83     | 1º        | 1:38.95 | Medalha de bronze |
| Ricarda Haaser        | Combinado      | 1:41.75   | 7º        | 43.06     | 14º       | 2:24.81 | 13º               |
| Ricarda Haaser        | Slalom gigante | 1:13.37   | 19º       | 1:09.99   | 14º       | 2:23.36 | 17º               |
| Cornelia Hütter       | Downhill       |           |           |           |           | 1:41.04 | 13º               |
| Cornelia Hütter       | Super-G        |           |           |           |           | 1:21.54 | 8º                |
| Katharina Liensberger | Slalom         | 50.43     | 10º       | 50.14     | 8º        | 1:40.57 | 8º                |
| Bernadette Schild     | Slalom gigante | 1:14.50   | 28º       | 1:10.31   | 19º       | 2:24.81 | 24º               |
| Bernadette Schild     | Slalom         | 49.89     | 8º        | 50.29     | 9º        | 1:40.18 | 7º                |
| Nicole Schmidhofer    | Downhill       |           |           |           |           | 1:41.02 | 12º               |
| Nicole Schmidhofer    | Super-G        |           |           |           |           | 1:22.30 | 18º               |
| Ramona Siebenhofer    | Downhill       |           |           |           |           | 1:40.98 | 10º               |
| Ramona Siebenhofer    | Combinado      | 1:40.34   | 4º        | 43.11     | 15º       | 2:23.45 | 7º                |
| Tamara Tippler        | Super-G        |           |           |           |           | 1:22.50 | 21º               |
| Anna Veith            | Super-G        |           |           |           |           | 1:21.12 | Medalha de prata  |
| Anna Veith            | Slalom gigante | 1:12.43   | 15º       | 1:09.67   | 10º       | 2:22.10 | 12º               |
| Stephanie Venier      | Downhill       |           |           |           |           | DNF     | DNF               |
| Stephanie Venier      | Slalom         | DNS       | DNS       | DNS       | DNS       | DNS     | DNS               |

Masculino
| Atleta               | Evento         | Descida 1 | Descida 1 | Descida 2 | Descida 2 | Total   | Total             |
| Atleta               | Evento         | Tempo     | Pos.      | Tempo     | Pos.      | Tempo   | Pos.              |
| -------------------- | -------------- | --------- | --------- | --------- | --------- | ------- | ----------------- |
| Stefan Brennsteiner  | Slalom gigante | 1:10.02   | 14º       | DNF       | DNF       | DNF     | DNF               |
| Manuel Feller        | Slalom gigante | DSQ       | DSQ       | DSQ       | DSQ       | DSQ     | DSQ               |
| Manuel Feller        | Slalom         | 49.35     | 16º       | 51.03     | 6º        | 1:40.38 | 18º               |
| Max Franz            | Downhill       |           |           |           |           | 1:41.75 | 11º               |
| Max Franz            | Super-G        |           |           |           |           | 1:25.96 | 17º               |
| Christian Hirschbühl | Slalom gigante | DNF       | DNF       | DNF       | DNF       | DNF     | DNF               |
| Marcel Hirscher      | Combinado      | 1:20.56   | 12º       | 45.96     | 1º        | 2:06.52 | Medalha de ouro   |
| Marcel Hirscher      | Slalom gigante | 1:08.27   | 1º        | 1:09.77   | 2º        | 2:18.04 | Medalha de ouro   |
| Marcel Hirscher      | Slalom         | DNF       | DNF       | DNF       | DNF       | DNF     | DNF               |
| Vincent Kriechmayr   | Downhill       |           |           |           |           | 1:41.19 | 7º                |
| Vincent Kriechmayr   | Super-G        |           |           |           |           | 1:25.13 | 6º                |
| Vincent Kriechmayr   | Combinado      | 1:19.96   | 7º        | DNF       | DNF       | DNF     | DNF               |
| Matthias Mayer       | Downhill       |           |           |           |           | 1:41.46 | 9º                |
| Matthias Mayer       | Super-G        |           |           |           |           | 1:24.44 | Medalha de ouro   |
| Matthias Mayer       | Combinado      | 1:19.37   | 3º        | DNF       | DNF       | DNF     | DNF               |
| Michael Matt         | Slalom         | 49.00     | 12º       | 50.66     | 1º        | 1:39.66 | Medalha de bronze |
| Hannes Reichelt      | Downhill       |           |           |           |           | 1:41.76 | 12º               |
| Hannes Reichelt      | Super-G        |           |           |           |           | 1:25.40 | 11º               |
| Marco Schwarz        | Combinado      | 1:20.98   | 19º       | 46.89     | 5º        | 2:07.87 | 4º                |
| Marco Schwarz        | Slalom         | 48.62     | 8º        | 51.57     | 19º       | 1:40.19 | 11º               |

Misto
| Atleta                                                                                               | Evento  | Oitavas                 | Quartas                | Semifinal              | Final                  | Final            |
| Atleta                                                                                               | Evento  | Adversário e resultado  | Adversário e resultado | Adversário e resultado | Adversário e resultado | Pos.             |
| --- | ------- | ----------------------- | ---------------------- | ---------------------- | ---------------------- | ---------------- |
| Manuel Feller Michael Matt Marco Schwarz Stephanie Brunner Katharina Gallhuber Katharina Liensberger | Equipes | KOR Coreia do Sul V 4–0 | SWE Suécia V 4–0       | NOR Noruega V 3–1      | SUI Suíça D 1–3        | Medalha de prata |

### Esqui cross-country
Feminino
| Atleta                           | Evento                 | Qualificatória   | Qualificatória | Quartas       | Quartas     | Semifinal   | Semifinal   | Final       | Final       |
| Atleta                           | Evento                 | Tempo            | Pos.           | Tempo         | Pos.        | Tempo       | Pos.        | Tempo       | Pos.        |
| -------------------------------- | ---------------------- | ---------------- | -------------- | ------------- | ----------- | ----------- | ----------- | ----------- | ----------- |
| Anna Seebacher                   | 10 km livre            |                  |                |               |             |             |             | 29:11.2     | 61º         |
| Teresa Stadlober                 | 10 km livre            |                  |                |               |             |             |             | 26:16.1     | 9º          |
| Teresa Stadlober                 | 15 km skiathlon        | Clássico 21:25.8 | 6º             | Livre 19:15.3 | 7º          |             |             | 41:11.5     | 7º          |
| Teresa Stadlober                 | 30 km clássico         |                  |                |               |             |             |             | 1:26:31.7   | 9º          |
| Lisa Unterweger                  | 10 km livre            |                  |                |               |             |             |             | 29:35.2     | 67º         |
| Lisa Unterweger                  | Velocidade individual  | 3:34.29          | 50º            | Não avançou   | Não avançou | Não avançou | Não avançou | Não avançou | Não avançou |
| Teresa Stadlober Lisa Unterweger | Velocidade por equipes |                  |                |               |             | 17:25.98    | 7º          | Não avançou | Não avançou |

Masculino
| Atleta                                                      | Evento                 | Qualificatória   | Qualificatória | Quartas       | Quartas     | Semifinal   | Semifinal   | Final       | Final       |
| Atleta                                                      | Evento                 | Tempo            | Pos.           | Tempo         | Pos.        | Tempo       | Pos.        | Tempo       | Pos.        |
| ----------------------------------------------------------- | ---------------------- | ---------------- | -------------- | ------------- | ----------- | ----------- | ----------- | ----------- | ----------- |
| Dominik Baldauf                                             | 15 km livre            |                  |                |               |             |             |             | 36:31.2     | 42º         |
| Dominik Baldauf                                             | Velocidade individual  | 3:18.54          | 35º            | Não avançou   | Não avançou | Não avançou | Não avançou | Não avançou | Não avançou |
| Max Hauke                                                   | 15 km livre            |                  |                |               |             |             |             | 35:57.5     | 29º         |
| Max Hauke                                                   | 30 km skiathlon        | Clássico 41:15.7 | 29º            | Livre 36:57.5 | 32º         |             |             | 1:18:44.6   | 27º         |
| Max Hauke                                                   | 50 km clássico         |                  |                |               |             |             |             | 2:20:39.9   | 36º         |
| Luis Stadlober                                              | Velocidade individual  | 3:23.01          | 53º            | Não avançou   | Não avançou | Não avançou | Não avançou | Não avançou | Não avançou |
| Bernhard Tritscher                                          | 15 km livre            |                  |                |               |             |             |             | 36:24.7     | 39º         |
| Bernhard Tritscher                                          | 50 km clássico         |                  |                |               |             |             |             | 2:22:47.7   | 42º         |
| Dominik Baldauf Bernhard Tritscher                          | Velocidade por equipes |                  |                |               |             | 16:43.69    | 8º          | Não avançou | Não avançou |
| Dominik Baldauf Max Hauke Luis Stadlober Bernhard Tritscher | Revezamento 4x10 km    |                  |                |               |             |             |             | 1:39:12.9   | 13º         |

### Esqui estilo livre
Halfpipe
| Atleta         | Evento    | Qualificação | Qualificação | Qualificação | Qualificação | Final       | Final       | Final       | Final       | Final       |
| Atleta         | Evento    | Descida 1    | Descida 2    | Melhor       | Pos.         | Descida 1   | Descida 2   | Descida 3   | Melhor      | Pos.        |
| -------------- | --------- | ------------ | ------------ | ------------ | ------------ | ----------- | ----------- | ----------- | ----------- | ----------- |
| Elisabeth Gram | Feminino  | 72.20        | 20.00        | 72.20        | 13º          | Não avançou | Não avançou | Não avançou | Não avançou | Não avançou |
| Andreas Gohl   | Masculino | 68.60        | 31.60        | 68.60        | 12º Q        | 14.60       | 46.00       | 68.80       | 68.80       | 8º          |
| Marco Ladner   | Masculino | 54.20        | 39.40        | 54.20        | 21º          | Não avançou | Não avançou | Não avançou | Não avançou | Não avançou |
| Lukas Müllauer | Masculino | 17.00        | 63.60        | 63.60        | 16º          | Não avançou | Não avançou | Não avançou | Não avançou | Não avançou |

Moguls
| Melanie Meilinger | Feminino | 33.78 | 54.95 | 25º | 34.61 | 57.71 | 16º | Não avançou | Não avançou | Não avançou | Não avançou | Não avançou | Não avançou | Não avançou | Não avançou | Não avançou |

Ski cross
| Atleta                | Evento    | Ranqueamento | Ranqueamento | Oitavas | Quartas     | Semifinal   | Final       | Final       |
| Atleta                | Evento    | Tempo        | Pos.         | Posição | Posição     | Posição     | Posição     | Pos.        |
| --------------------- | --------- | ------------ | ------------ | ------- | ----------- | ----------- | ----------- | ----------- |
| Andrea Limbacher      | Feminino  | 1:14.71      | 8º           | DNF     | Não avançou | Não avançou | Não avançou | Não avançou |
| Katrin Ofner          | Feminino  | 1:14.30      | 7º           | 1º Q    | 3º          | Não avançou | Não avançou | Não avançou |
| Adam Kappacher        | Masculino | 1:10.17      | 16º          | 2º Q    | DNF         | Não avançou | Não avançou | Não avançou |
| Christoph Wahrstötter | Masculino | 1:09.79      | 6º           | DNF     | Não avançou | Não avançou | Não avançou | Não avançou |
| Robert Winkler        | Masculino | 1:10.09      | 11º          | 1º Q    | DNF         | Não avançou | Não avançou | Não avançou |
| Thomas Zangerl        | Masculino | 1:10.96      | 28º          | 2º Q    | 3º          | Não avançou | Não avançou | Não avançou |

Slopestyle
| Atleta    | Evento   | Qualificação | Qualificação | Qualificação | Qualificação | Final       | Final       | Final       | Final       | Final       |
| Atleta    | Evento   | Descida 1    | Descida 2    | Melhor       | Pos.         | Descida 1   | Descida 2   | Descida 3   | Melhor      | Pos.        |
| --------- | -------- | ------------ | ------------ | ------------ | ------------ | ----------- | ----------- | ----------- | ----------- | ----------- |
| Lara Wolf | Feminino | 10.20        | 66.40        | 66.40        | 17º          | Não avançou | Não avançou | Não avançou | Não avançou | Não avançou |

### Luge
Feminino
| Atleta         | Evento     | Final     | Final     | Final     | Final       | Final    | Final |
| Atleta         | Evento     | Descida 1 | Descida 2 | Descida 3 | Descida 4   | Total    | Pos.  |
| -------------- | ---------- | --------- | --------- | --------- | ----------- | -------- | ----- |
| Madeleine Egle | Individual | 46.726    | 46.646    | 46.541    | 46.696      | 3:06.609 | 9º    |
| Birgit Platzer | Individual | 47.318    | DNF       | DNS       | Não avançou | DNF      | DNF   |
| Hannah Prock   | Individual | 46.622    | 46.585    | 47.743    | 46.854      | 3:07.804 | 17º   |

Masculino
| Atleta                    | Evento     | Final     | Final     | Final     | Final     | Final    | Final            |
| Atleta                    | Evento     | Descida 1 | Descida 2 | Descida 3 | Descida 4 | Total    | Pos.             |
| ------------------------- | ---------- | --------- | --------- | --------- | --------- | -------- | ---------------- |
| Reinhard Egger            | Individual | 48.221    | 47.903    | 47.963    | 47.840    | 3:11.927 | 15º              |
| David Gleirscher          | Individual | 47.652    | 47.835    | 47.584    | 47.631    | 3:10.702 | Medalha de ouro  |
| Wolfgang Kindl            | Individual | 47.955    | 47.858    | 47.799    | 47.521    | 3:11.133 | 9º               |
| Georg Fischler Peter Penz | Duplas     | 45.891    | 45.894    |           |           | 1:31.785 | Medalha de prata |
| Lorenz Koller Thomas Steu | Duplas     | 46.172    | 46.112    |           |           | 1:32.284 | 4º               |

Misto
| Atleta                                                    | Evento      | Final     | Final     | Final     | Final    | Final             | Final |
| Atleta                                                    | Evento      | Descida 1 | Descida 2 | Descida 3 | Total    | Pos.              |       |
| --------------------------------------------------------- | ----------- | --------- | --------- | --------- | -------- | ----------------- | ----- |
| Madeleine Egle David Gleirscher Georg Fischler Peter Penz | Revezamento | 47.122    | 48.758    | 49.108    | 2:24.988 | Medalha de bronze |       |

### Patinação artística
| Atleta                        | Evento | Programa curto | Programa curto | Programa livre | Programa livre | Total       | Total       |
| Atleta                        | Evento | Pontos         | Pos.           | Pontos         | Pos.           | Pontos      | Pos.        |
| ----------------------------- | ------ | -------------- | -------------- | -------------- | -------------- | ----------- | ----------- |
| Miriam Ziegler Severin Kiefer | Duplas | 58.80          | 20º            | Não avançou    | Não avançou    | Não avançou | Não avançou |

### Patinação de velocidade
Feminino
| Atleta         | Evento | Final   | Final |
| Atleta         | Evento | Tempo   | Pos.  |
| -------------- | ------ | ------- | ----- |
| Vanessa Herzog | 500 m  | 37.51   | 4º    |
| Vanessa Herzog | 1500 m | 1:14.47 | 5º    |

Largada coletiva
| Atleta          | Evento    | Semifinal | Semifinal | Semifinal | Final  | Final   | Final |
| Atleta          | Evento    | Pontos    | Tempo     | Pos.      | Pontos | Tempo   | Pos.  |
| --------------- | --------- | --------- | --------- | --------- | ------ | ------- | ----- |
| Linus Heidegger | Masculino | 60        | 8:20.46   | 1º        | 6      | 7:52.38 | 6º    |

### Salto de esqui
Feminino
| Atleta                     | Evento                  | 1ª rodada | 1ª rodada | 1ª rodada | Final     | Final  | Final | Total  | Total |
| Atleta                     | Evento                  | Distância | Pontos    | Pos.      | Distância | Pontos | Pos.  | Pontos | Pos.  |
| -------------------------- | ----------------------- | --------- | --------- | --------- | --------- | ------ | ----- | ------ | ----- |
| Chiara Hölzl               | Pista normal individual | 88.0      | 92.2      | 14º       | 95.5      | 101.0  | 9º    | 193.2  | 11º   |
| Daniela Iraschko-Stolz     | Pista normal individual | 101.5     | 113.3     | 5º        | 99.0      | 112.6  | 7º    | 225.9  | 6º    |
| Jacqueline Seifriedsberger | Pista normal individual | 93.0      | 93.7      | 13º       | 92.0      | 89.8   | 14º   | 183.5  | 13º   |

Masculino
| Atleta                                                            | Evento                  | Qualificação | Qualificação | Qualificação | 1ª rodada | 1ª rodada | 1ª rodada | Final       | Final       | Final       | Total       | Total       |
| Atleta                                                            | Evento                  | Distância    | Pontos       | Pos.         | Distância | Pontos    | Pos.      | Distância   | Pontos      | Pos.        | Pontos      | Pos.        |
| ----------------------------------------------------------------- | ----------------------- | ------------ | ------------ | ------------ | --------- | --------- | --------- | ----------- | ----------- | ----------- | ----------- | ----------- |
| Clemens Aigner                                                    | Pista longa por equipes | 119.5        | 98.5         | 27º Q        | 121.0     | 110.0     | 31º       | Não avançou | Não avançou | Não avançou | Não avançou | Não avançou |
| Manuel Fettner                                                    | Pista normal individual | 95.0         | 109.4        | 27º Q        | 96.5      | 99.5      | 29º Q     | 105.5       | 112.2       | 14º         | 211.7       | 23º         |
| Manuel Fettner                                                    | Pista longa por equipes | 111.0        | 84.8         | 40º Q        | 124.0     | 109.8     | 32º       | Não avançou | Não avançou | Não avançou | Não avançou | Não avançou |
| Michael Hayböck                                                   | Pista normal individual | 97.0         | 112.4        | 26º Q        | 99.5      | 109.2     | 21º Q     | 103.0       | 110.5       | 17º         | 219.7       | 17º         |
| Michael Hayböck                                                   | Pista longa por equipes | 133.5        | 126.9        | 5º Q         | 140.0     | 140.4     | 2º Q      | 131.0       | 127.3       | 9º          | 267.7       | 6º          |
| Stefan Kraft                                                      | Pista normal individual | 102.5        | 128.6        | 5º Q         | 103.5     | 122.8     | 5º Q      | 103.0       | 110.8       | 16º         | 233.6       | 11º         |
| Stefan Kraft                                                      | Pista longa por equipes | 131.0        | 121.1        | 11º Q        | 131.5     | 130.6     | 13º Q     | 125.5       | 116.8       | 21º         | 247.4       | 18º         |
| Gregor Schlierenzauer                                             | Pista normal individual | 91.5         | 104.0        | 32º Q        | 102.5     | 108.6     | 22º Q     | 99.5        | 103.6       | 22º         | 212.2       | 22º         |
| Manuel Fettner Michael Hayböck Stefan Kraft Gregor Schlierenzauer | Pista longa por equipes |              |              |              | 517.0     | 493.7     | 4º Q      | 511.0       | 484.7       | 4º          | 978.4       | 4º          |

### Skeleton
| Atleta                | Evento    | Final     | Final     | Final     | Final     | Final   | Final |
| Atleta                | Evento    | Descida 1 | Descida 2 | Descida 3 | Descida 4 | Total   | Pos.  |
| --------------------- | --------- | --------- | --------- | --------- | --------- | ------- | ----- |
| Janine Flock          | Feminino  | 51.81     | 52.07     | 51.92     | 52.12     | 3:27.92 | 4º    |
| Matthias Guggenberger | Masculino | 51.38     | 51.29     | 51.81     | 51.25     | 3:25.73 | 18º   |

### Snowboard
Livre
| Atleta           | Evento               | Qualificatória | Qualificatória | Qualificatória | Qualificatória | Final       | Final       | Final       | Final       | Final           |
| Atleta           | Evento               | Descida 1      | Descida 2      | Melhor         | Pos.           | Descida 1   | Descida 2   | Descida 3   | Melhor      | Pos.            |
| ---------------- | -------------------- | -------------- | -------------- | -------------- | -------------- | ----------- | ----------- | ----------- | ----------- | --------------- |
| Anna Gasser      | Big air feminino     | 88.25          | 98.00          | 98.00          | 1º Q           | JNS         | 89.00       | 96.00       | 185.00      | Medalha de ouro |
| Anna Gasser      | Slopestyle feminino  | Cancelado      | Cancelado      | Cancelado      | Cancelado      | 42.05       | 46.56       | CAN         | 46.56       | 15º             |
| Clemens Millauer | Big air masculino    | 39.25          | 47.00          | 47.00          | 16º            | Não avançou | Não avançou | Não avançou | Não avançou | Não avançou     |
| Clemens Millauer | Slopestyle masculino | 75.65          | 77.45          | 77.45          | 7º             | Não avançou | Não avançou | Não avançou | Não avançou | Não avançou     |

Slalom gigante paralelo
| Atleta              | Evento    | Preliminar | Preliminar | Oitavas                    | Quartas                   | Semifinal   | Final       | Final       |
| Atleta              | Evento    | Tempo      | Pos.       | Posição                    | Posição                   | Posição     | Posição     | Pos.        |
| ------------------- | --------- | ---------- | ---------- | -------------------------- | ------------------------- | ----------- | ----------- | ----------- |
| Julia Dujmovits     | Feminino  | 1:33.16    | 11º        | JPN T. Takeuchi D +0.17    | Não avançou               | Não avançou | Não avançou | Não avançou |
| Ina Meschik         | Feminino  | 1:33.23    | 13º        | GER C. Langenhorst V –0.02 | GER R. Hofmeister D +0.78 | Não avançou | Não avançou | Não avançou |
| Claudia Riegler     | Feminino  | DNF        | DNF        | Não avançou                | Não avançou               | Não avançou | Não avançou | Não avançou |
| Daniela Ulbing      | Feminino  | 1:33.07    | 8º         | OAR M. Bykova V –0.52      | CZE E. Ledecká D +0.97    | Não avançou | Não avançou | Não avançou |
| Benjamin Karl       | Masculino | 1:25.33    | 6º         | AUT A. Prommegger V –0.29  | KOR Lee S-h. D +0.94      | Não avançou | Não avançou | Não avançou |
| Sebastian Kislinger | Masculino | 1:25.59    | 10º        | GER S. Baumeister D +0.22  | Não avançou               | Não avançou | Não avançou | Não avançou |
| Alexander Payer     | Masculino | 1:25.30    | 5º         | ITA E. Coratti D +0.33     | Não avançou               | Não avançou | Não avançou | Não avançou |
| Andreas Prommegger  | Masculino | 1:25.67    | 11º        | AUT B. Karl D +0.29        | Não avançou               | Não avançou | Não avançou | Não avançou |

Snowboard cross
| Atleta              | Evento    | Ranqueamento | Ranqueamento | Ranqueamento | Ranqueamento | Ranqueamento | Ranqueamento | Oitavas | Quartas     | Semifinal   | Final       | Final       |
| Atleta              | Evento    | Descida 1    | Descida 1    | Descida 2    | Descida 2    | Melhor       | Pos.         | Oitavas | Quartas     | Semifinal   | Final       | Final       |
| Atleta              | Evento    | Tempo        | Pos.         | Tempo        | Pos.         | Melhor       | Pos.         | Posição | Posição     | Posição     | Posição     | Pos.        |
| ------------------- | --------- | ------------ | ------------ | ------------ | ------------ | ------------ | ------------ | ------- | ----------- | ----------- | ----------- | ----------- |
| Hanno Douschan      | Masculino | 1:14.53      | 16º          | Bye          | Bye          | 1:14.53      | 16º          | 4º      | Não avançou | Não avançou | Não avançou | Não avançou |
| Alessandro Hämmerle | Masculino | 1:15.03      | 24º          | Bye          | Bye          | 1:15.03      | 24º          | 1º Q    | 3º Q        | 5º QB       | 1º          | 7º          |
| Lukas Pachner       | Masculino | 1:16.99      | 33º          | 1:17.48      | 11º          | 1:16.99      | 38º          | 5º      | Não avançou | Não avançou | Não avançou | Não avançou |
| Markus Schairer     | Masculino | 1:14.56      | 17º          | Bye          | Bye          | 1:14.56      | 17º          | 3º Q    | DNF         | Não avançou | Não avançou | Não avançou |

Legenda
| Recorde mundial      | Recorde mundial (World record)               |                       | Recorde africano                      | Recorde africano (African) |                                           | Q | Classificado por posição (Qualified) |
| Recorde olímpico     | Recorde olímpico (Olympic record)            | Recorde da América    | Recorde da América (Americas)         | q                          | Classificado por melhor tempo (Qualified) |   |                                      |
| Melhor marca do ano  | Melhor marca do ano (World leading)          | Recorde asiático      | Recorde asiático (Asian)              | DNS                        | Não largou (Did not start)                |   |                                      |
| Recorde nacional     | Recorde nacional (National record)           | Recorde europeu       | Recorde europeu (European)            | DNF                        | Não terminou (Did not finish)             |   |                                      |
| Recorde pessoal      | Recorde pessoal do atleta (Personal best)    | Recorde da Oceania    | Recorde da Oceania (Oceania)          | DSQ / DQ                   | Desclassificado (Disqualified)            |   |                                      |
| Recorde da temporada | Recorde da temporada do atleta (Season best) | Recorde sul-americano | Recorde sul-americano (South America) | NM                         | Sem marca (No mark)                       |   |                                      |

### Patinação de velocidade
| Recorde de pista | Recorde da pista (Track record)               |  |  |
| QA               | Classificado para a final A                   |  |  |
| QB               | Classificado para a final B                   |  |  |
| ADV              | Classificado após decisão arbitral (Advanced) |  |  |
| PEN              | Pênalti                                       |  |  |
| YC               | Cartão amarelo (Yellow Card)                  |  |  |